# Automatic vehicle monitoring
L'Automatic Vehicle Monitoring (AVM) è un sistema che consente di monitorare diverse grandezze relative ai veicoli in movimento (es. posizione, percorso, velocità, diagnostica dei componenti meccanici, ecc.). È un sistema simile alla telemetria utilizzata nelle gare automobilistiche, ma è impiegato nella maggior parte dei casi per la gestione di veicoli delle flotte di trasporto pubblico locale.
I sistemi AVM  non si limitano al monitoraggio delle grandezze fisiche caratteristiche del veicolo in movimento e sopra riportate, ma, nell'ambito del trasporto pubblico locale, effettuano anche il monitoraggio del servizio esercitato dal veicolo (in forma di singoli turni macchina). 
In ogni caso l'AVM si basa sulla tecnologia Automatic vehicle location (AVL), che è il sotto sistema che si occupa della telelocalizzazione dei veicoli (tipicamente a mezzo GPS). L'AVL è quindi una componente dei sistemi AVM.

## Strumentazioni
L'AVM consiste in una serie di strumentazioni che offrono numerose funzioni, tra cui in particolare:
- la funzione di tracking ("SAE"), per l'ausilio all'esercizio;
- la localizzazione automatica dei veicoli in caso di emergenza;
- la gestione delle flotte;
- la raccolta dei dati di traffico;
- la diffusione delle informazioni ai passeggeri (infomobilità);
- la funzione diagnostica per la gestione della manutenzione;
- la funzione relativa ai sistemi di sicurezza (attivi e passivi);
- la funzione di certificazione elettronica delle rotte;
- la generazione della reportistica e della statistica del servizio;
- opzionalmente, l'ausilio del conducente tramite navigazione satellitare lungo il percorso della linea.

Questi strumenti si stanno rapidamente diffondendo anche in Italia in associazione con i sistemi di bigliettazione elettronica.

## Programmazione
In aggiunta alla gestione dell'esercizio, uno degli obiettivi principali dell'uso dei sistemi AVM è quello di ottenere informazioni su dati relativi al motore, al consumo di carburante,  alla pressione degli pneumatici ed altri parametri meccanici del veicolo. Questi dati possono essere ottenuti via CAN-bus (Controller Area Network) tramite una connessione diretta al sistema AVM o tramite sistemi aperti come UFDEX, che inviano e ricevono dati via  SMS o GPRS in formato di testo ASCII. Molti sistemi AVM consistono di quattro parti, contenute in una singola unità logica di bordo oppure separate, ossia il ricevitore GPS, il modem GSM, le relative antenne (il sistema può prevedere anche forme di comunicazione dati a corto raggio come il Wi-Fi, con relativa antenna) e un microcontrollore o un vero e proprio computer veicolare completo di terminale per l'operatore, che contiene il software AVM. Inoltre, la disponibilità di interfacce seriali di espansione di vario genere (ad esempio, le porte RS232 e RS485), in aggiunta al suddetto CAN-bus, rende possibile l'interconnessione del sistema AVM con vari apparati elettronici di bordo, come eventuali cartelli elettronici indicatori della linea e del percorso del mezzo, convalidatrici dei titoli di viaggio, sistemi contapasseggeri, sintetizzatori vocali e monitor multimediali, consentendone la gestione automatica e la diagnosi da remoto.
Altre funzioni dei sensori sono fornire informazioni su tempo di guida e fermate (tramite rilevamento dell'apertura e della chiusura delle porte del mezzo) o verificare la presenza del guidatore nel veicolo.